# Scleroprocta apicalis
Scleroprocta apicalis är en tvåvingeart som först beskrevs av Alexander 1911.  Scleroprocta apicalis ingår i släktet Scleroprocta och familjen småharkrankar. Inga underarter finns listade i Catalogue of Life.